# Ira Vail
Ira Vail (ur. 22 listopada 1893 roku w Montrealu, zm. 21 kwietnia 1979 roku w Daytona Beach) – kanadyjski kierowca wyścigowy.

## Kariera
W swojej karierze Vail startował głównie w Stanach Zjednoczonych w mistrzostwach AAA Championship Car oraz towarzyszącym mistrzostwom słynnym wyścigu Indianapolis 500, będącym w latach 1923-1930 jednym z wyścigów Grandes Épreuves. W trzecim sezonie startów, w 1917 roku sześciokrotnie stawał na podium, w tym raz na jego najwyższym stopniu. Z dorobkiem 763 punktów został sklasyfikowany na szóstej pozycji w klasyfikacji generalnej. Dwa lata później ukończył wyścig Indianapolis 500 na ósmej pozycji. Uzbierane 255 punktów dało mu trzynaste miejsce w klasyfikacji mistrzostw. W 1921 roku dwukrotnie stawał na podium, a w Indy 500 był siódmy. Dorobek pięćdziesięciu punktów uplasował go na siedemnastej pozycji klasyfikacji generalnej. W sezonie 1924 Kanadyjczyk zakończył wyścig na torze Indianapolis Motor Speedway na ósmy miejscu, plasując się ostatecznie ponownie na siedemnastym miejscu w końcowej klasyfikacji kierowców.